# South Cape (Atriceps-Insel)
Das South Cape (englisch für Südkap) markiert das südliche Ende der Atriceps-Insel und ist zugleich der südlichste Punkt der Robertson-Inseln im Archipel der Südlichen Orkneyinseln.
Entdeckt und benannt wurde es von den Kapitänen George Powell und Nathaniel Palmer, welche die Südlichen Shetlandinseln im Dezember 1821 entdeckt hatten.